# Martijn Lakemeier
Martijn Lakemeier est un acteur néerlandais né le 17 septembre 1993 à Zwijndrecht. Il est notamment connu pour son premier film, Winter in Wartime, nommé à l'Oscar du meilleur film en langue étrangère.

## Filmographie

### Cinéma
- 2008 : Winter in Wartime (Oorlogswinter) de Martin Koolhoven : Michiel van Beusekom
- 2009 : Lover of Loser de Dave Schram : Mess
- 2011 : Dagen van Gras (court métrage) de Tomas Kaan : Ben
- 2011 : Sonny Boy de Maria Peters : Jan van der Lans, 20 ans
- 2013 : It's All So Quiet (Boven is het stil) de Nanouk Leopold : Henk
- 2014 : Zomer de Colette Bothof : De Peer
- 2015 : Ventoux de Nicole van Kilsdonk : Peter
- 2017 : Tout là-haut de Serge Hazanavicius : Liam
- 2020 : Des soldats et des ombres (De Oost) de Jim Taihuttu : Johan de Vries
- 2023 : Happy Ending de Joosje Duk : Mink

### Télévision
- 2010 : Feuten : Prince Alex de Vries
- 2022 : Marie-Antoinette : Axel de Fersen
- Depuis 2024 : Máxima (TV series) (en) : Prince Willem-Alexander
- 2025 : Safe Harbor (2025 TV series) (en) : Marco

## Distinctions
- 2009 : Rembrandt Award du meilleur acteur néerlandais pour Winter in Wartime ;
- 2009 : Gouden Kalf du meilleur acteur pour Winter in Wartime.